# WTA Tour 2008
Die WTA Tour 2008 (offiziell: Sony Ericsson WTA Tour 2008) war der 38. Jahrgang der Turnierserie im Damentennis, die von der Women’s Tennis Association ausgetragen wird. Sie umfasst Turniere verschiedener Klassen, so genannter 'Tiers': Tier I, II, III und IV, wobei I die höchste und IV die niedrigste Kategorie darstellt. ITF-Turniere sind nicht Bestandteil der WTA Tour, die dort gewonnenen Ranglistenpunkte werden allerdings trotzdem für die WTA-Weltrangliste gewertet.
Die Teamwettbewerbe Hopman Cup und Fed Cup werden ebenfalls nicht von der WTA, sondern der ITF organisiert. Hier werden sie aufgeführt, da die Spitzenspielerinnen diese Turniere in der Regel spielen.
Hier die Übersicht der WTA-Turniere 2008, inklusive Auskünfte zu Standort, Kategorie und Siegerin/nen.

## Klassifikation
| Klasse   | Anzahl Turniere | minimales Preisgeld |
| -------- | --------------- | ------------------- |
| Tier I   | 10              | 1.340.000 US-Dollar |
| Tier II  | 15              | 600.000 US-Dollar   |
| Tier III | 17              | 175.000 US-Dollar   |
| Tier IV  | 16              | 145.000 US-Dollar   |

Die Turniere der WTA Tour sind unterteilt in fünf Kategorien (siehe oben). Darüber stehen nur die WTA Tour Championships, das abschließende Tennisturnier des Jahres.
Bei den Tier-Turnieren werden je nach Klasse des Turniers und Anzahl der teilnehmenden Spielerinnen Weltranglistenpunkte vergeben. Bedeutender als die Tier-Turniere sind die vier Grand-Slam-Turniere, die von der ITF veranstaltet werden.
Unterhalb der Tier-Turniere veranstaltet die ITF weitere Turniere, die ebenfalls für die Weltranglisten relevant sind.

## Fakten
- 2008 wurden 59 Turniere ausgetragen
- sie fanden in 33 Ländern statt
- drei Spielerinnen schafften 2008 vier Turniersiege:
  - Serena Williams (Bangalore, Miami, Charleston, US Open)
  - Dinara Safina (Berlin, Los Angeles, Montreal, Tokio)
  - Jelena Janković (Rom, Peking, Stuttgart, Moskau)
- drei Spielerinnen gelang es, ein Turnier als Qualifikantin zu gewinnen:
  - Nuria Llagostera Vives (Bogotá)
  - Tamarine Tanasugarn (´s-Hertogenbosch)
  - Aleksandra Wozniak (Stanford)

## Turnierplan
| Kategorie          |
| ------------------ |
| Grand Slam         |
| Tour Championships |
| Tier I             |
| Tier II            |
| Tier III           |
| Tier IV & V        |

| Sonstige          |
| ----------------- |
| Hopman Cup        |
| Fed Cup           |
| Olympische Spiele |

### Erklärungen
Die Zeichenfolge von z. B. 128E/96Q/64D/32Q/32M hat folgende Bedeutung:

128E = 128 Spielerinnen spielen im Einzel

96Q = 96 Spielerinnen spielen die Qualifikation

64D = 64 Paarungen spielen im Doppel

32Q = 32 Paarungen spielen die Qualifikation

32M = 32 Paarungen spielen im Mixed

### Januar
| Datum 1 | Turnier                                                                                                   | Sieger(in)                                     | Finalgegner(in)                           | Ergebnis      |
| ------- | --- | ---------------------------------------------- | ----------------------------------------- | ------------- |
| 31.12.  | Hopman Cup Perth, Australien ITF – 1.000.000AU$ Hartplatz                                                 | Serena Williams Mardy Fish                     | Jelena Janković Novak Đoković             | 2:1           |
| 31.12.  | Mondial Australian Women’s Hardcourts Gold Coast, Australien Tier III – 200.000 $ Hartplatz – 32E/32Q/16D | Li Na                                          | Wiktoryja Asaranka                        | 4:6, 6:3, 6:4 |
| 31.12.  | Mondial Australian Women’s Hardcourts Gold Coast, Australien Tier III – 200.000 $ Hartplatz – 32E/32Q/16D | Dinara Safina Ágnes Szávay                     | Yan Zi Zheng Jie                          | 6:1, 6:2      |
| 31.12.  | ASB Classic Auckland, Neuseeland Tier IV – 145.000 $ Hartplatz – 32E/32Q/16D                              | Lindsay Davenport                              | Aravane Rezaï                             | 6:2, 6:2      |
| 31.12.  | ASB Classic Auckland, Neuseeland Tier IV – 145.000 $ Hartplatz – 32E/32Q/16D                              | Marija Korytzewa Lilia Osterloh                | Martina Müller Barbora Záhlavová-Strýcová | 6:3, 6:4      |
| 07.01.  | Moorilla Hobart International Hobart, Australien Tier IV – 170.000 $ Hartplatz – 32E/32Q/16D              | Eleni Daniilidou                               | Wera Swonarjowa                           | kampflos      |
| 07.01.  | Moorilla Hobart International Hobart, Australien Tier IV – 170.000 $ Hartplatz – 32E/32Q/16D              | Anabel Medina Garrigues Virginia Ruano Pascual | Eleni Daniilidou Jasmin Wöhr              | 6:2, 6:4      |
| 07.01.  | Medibank International Sydney, Australien Tier II – 600.000 $ Hartplatz – 28E/48Q/16D                     | Justine Henin                                  | Swetlana Kusnezowa                        | 4:6, 6:2, 6:4 |
| 07.01.  | Medibank International Sydney, Australien Tier II – 600.000 $ Hartplatz – 28E/48Q/16D                     | Yan Zi Zheng Jie                               | Tetjana Perebyjnis Tazzjana Putschak      | 6:4, 7:65     |
| 14.01.  | Australian Open Melbourne, Australien Grand Slam – 6.737.973 $ Hartplatz                                  | Marija Scharapowa                              | Ana Ivanović                              | 7:6, 6:3      |
| 14.01.  | Australian Open Melbourne, Australien Grand Slam – 6.737.973 $ Hartplatz                                  | Aljona Bondarenko Kateryna Bondarenko          | Wiktoryja Asaranka Shahar Peer            | 2:6, 6:1, 6:4 |
| 14.01.  | Australian Open Melbourne, Australien Grand Slam – 6.737.973 $ Hartplatz                                  | Sun Tiantian Nenad Zimonjić                    | Sania Mirza Mahesh Bhupathi               | 7:64, 6:4     |

### Februar
| Datum 1 | Turnier | Siegerin                                           | Finalgegnerin                    | Ergebnis         |
| ------- | --- | -------------------------------------------------- | -------------------------------- | ---------------- |
| 04.02.  | Pattaya Women’s Open Pattaya, Thailand Tier IV – 170.000 $ Hartplatz – 32E/32Q/16D                                    | Agnieszka Radwańska                                | Jill Craybas                     | 6:2, 1:6, 7:64   |
| 04.02.  | Pattaya Women’s Open Pattaya, Thailand Tier IV – 170.000 $ Hartplatz – 32E/32Q/16D                                    | Chan Yung-jan Chuang Chia-jung                     | Hsieh Su-wei Vania King          | 6:4, 6:3         |
| 04.02.  | Open Gaz de France (Halle) Paris, Frankreich Tier II – 600.000 $ Teppich – 28E/30Q/16D                                | Anna Tschakwetadse                                 | Ágnes Szávay                     | 6:3, 2:6, 6:2    |
| 04.02.  | Open Gaz de France (Halle) Paris, Frankreich Tier II – 600.000 $ Teppich – 28E/30Q/16D                                | Aljona Bondarenko Kateryna Bondarenko              | Eva Hrdinová Vladimíra Uhlířová  | 6:1, 6:4         |
| 11.02   | Proximus Diamond Games (Halle) Antwerpen, Belgien Tier II – 600.000 $ Hartplatz – 28E/32Q/16D                         | Justine Henin                                      | Karin Knapp                      | 6:3, 6:3         |
| 11.02   | Proximus Diamond Games (Halle) Antwerpen, Belgien Tier II – 600.000 $ Hartplatz – 28E/32Q/16D                         | Cara Black Liezel Huber                            | Květa Peschke Ai Sugiyama        | 6:1, 6:3         |
| 11.02   | Cachantún Cup Viña del Mar, Chile Tier III – 200.000 $ Sandplatz – 32E/32Q/16D                                        | Flavia Pennetta                                    | Klára Zakopalová                 | 6:4, 5:4 Aufgabe |
| 11.02   | Cachantún Cup Viña del Mar, Chile Tier III – 200.000 $ Sandplatz – 32E/32Q/16D                                        | Līga Dekmeijere Alicja Rosolska                    | Marija Korytzewa Julia Schruff   | 7:5, 6:3         |
| 18.02.  | Qatar Total Open Doha, Katar Tier I – 2.500.000 $ Hartplatz – 56E/32Q/28D                                             | Marija Scharapowa                                  | Wera Swonarjowa                  | 6:1, 2:6, 6:0    |
| 18.02.  | Qatar Total Open Doha, Katar Tier I – 2.500.000 $ Hartplatz – 56E/32Q/28D                                             | Květa Peschke Rennae Stubbs                        | Cara Black Liezel Huber          | 6:1, 5:7, [10:7] |
| 18.02.  | Copa Colsanitas Santander Bogotá, Kolumbien Tier III – 185.000 $ Sandplatz – 32E/32Q/16D                              | Nuria Llagostera Vives                             | Maria Emilia Salerni             | 6:0, 6:4         |
| 18.02.  | Copa Colsanitas Santander Bogotá, Kolumbien Tier III – 185.000 $ Sandplatz – 32E/32Q/16D                              | Iveta Benešová Bethanie Mattek                     | Jelena Kostanić Martina Müller   | 6:3, 6:3         |
| 25.02.  | Cellular South Cup Memphis, Vereinigte Staaten Tier III – 200.000 $ Hartplatz – 32E/32Q/16D                           | Lindsay Davenport                                  | Wolha Hawarzowa                  | 6:2, 6:1         |
| 25.02.  | Cellular South Cup Memphis, Vereinigte Staaten Tier III – 200.000 $ Hartplatz – 32E/32Q/16D                           | Lindsay Davenport Lisa Raymond                     | Angela Haynes Mashona Washington | 6:3, 6:1         |
| 25.02.  | Abierto Mexicano Telcel Acapulco, Mexiko Tier III – 180.000 $ Sandplatz – 32E/16Q/16D                                 | Flavia Pennetta                                    | Alizé Cornet                     | 6:0, 4:6, 6:1    |
| 25.02.  | Abierto Mexicano Telcel Acapulco, Mexiko Tier III – 180.000 $ Sandplatz – 32E/16Q/16D                                 | Nuria Llagostera Vives María José Martínez Sánchez | Iveta Benešová Petra Cetkovská   | 6:2, 6:4         |
| 25.02.  | Barclays Dubai Tennis Championships Dubai, Vereinigte Arabische Emirate Tier II – 1.500.000 $ Hartplatz – 28E/48Q/16D | Jelena Dementjewa                                  | Swetlana Kusnezowa               | 4:6, 6:3, 6:2    |
| 25.02.  | Barclays Dubai Tennis Championships Dubai, Vereinigte Arabische Emirate Tier II – 1.500.000 $ Hartplatz – 28E/48Q/16D | Cara Black Liezel Huber                            | Yan Zi Zheng Jie                 | 7:5, 6:2         |

### März
| Datum 1 | Turnier                                                                                         | Siegerin                       | Finalgegnerin                  | Ergebnis         |
| ------- | ----------------------------------------------------------------------------------------------- | ------------------------------ | ------------------------------ | ---------------- |
| 03.03.  | Canara Bank Bangalore Open Bangalore, Indien Tier II – 600.000 $ Hartplatz – 28E/32Q/16D        | Serena Williams                | Patty Schnyder                 | 7:5, 6:3         |
| 03.03.  | Canara Bank Bangalore Open Bangalore, Indien Tier II – 600.000 $ Hartplatz – 28E/32Q/16D        | Peng Shuai Sun Tiantian        | Chan Yung-jan Chuang Chia-jung | 6:4, 5:7, [10:8] |
| 10.03.  | Pacific Life Open Indian Wells, Vereinigte Staaten Tier I – 2.100.000 $ Hartplatz – 96E/48Q/32D | Ana Ivanović                   | Swetlana Kusnezowa             | 6:4, 6:3         |
| 10.03.  | Pacific Life Open Indian Wells, Vereinigte Staaten Tier I – 2.100.000 $ Hartplatz – 96E/48Q/32D | Dinara Safina Jelena Wesnina   | Yan Zi Zheng Jie               | 6:1, 1:6, [10:8] |
| 24.03.  | Sony Ericsson Open Miami, Vereinigte Staaten Tier I – 2.100.000 $ Hartplatz – 96E/48Q/32D       | Serena Williams                | Jelena Janković                | 6:1, 5:7, 6:3    |
| 24.03.  | Sony Ericsson Open Miami, Vereinigte Staaten Tier I – 2.100.000 $ Hartplatz – 96E/48Q/32D       | Katarina Srebotnik Ai Sugiyama | Cara Black Liezel Huber        | 7:5, 4:6, [10:3] |

### April
| Datum 1 | Turnier                                                                                                   | Siegerin                                    | Finalgegnerin                         | Ergebnis         |
| ------- | --- | ------------------------------------------- | ------------------------------------- | ---------------- |
| 07.04.  | Bausch & Lomb Championships Amelia Island, Vereinigte Staaten Tier II – 600.000 $ Sandplatz – 56E/32Q/16D | Marija Scharapowa                           | Dominika Cibulková                    | 7:67, 6:3        |
| 07.04.  | Bausch & Lomb Championships Amelia Island, Vereinigte Staaten Tier II – 600.000 $ Sandplatz – 56E/32Q/16D | Vladimíra Uhlířová Bethanie Mattek          | Wiktoryja Asaranka Jelena Wesnina     | 6:3, 6:1         |
| 14.04.  | Family Circle Cup Charleston, Vereinigte Staaten Tier I – 1.340.000 $ Sandplatz – 56E/24Q/28D             | Serena Williams                             | Wera Swonarjowa                       | 6:4, 3:6, 6:3    |
| 14.04.  | Family Circle Cup Charleston, Vereinigte Staaten Tier I – 1.340.000 $ Sandplatz – 56E/24Q/28D             | Katarina Srebotnik Ai Sugiyama              | Edina Gallovits Wolha Hawarzowa       | 6:2, 6:2         |
| 14.04.  | Estoril Open Oeiras, Portugal Tier IV – 145.000 $ Sandplatz – 32E/32Q/16D                                 | Marija Kirilenko                            | Iveta Benešová                        | 6:4, 6:2         |
| 14.04.  | Estoril Open Oeiras, Portugal Tier IV – 145.000 $ Sandplatz – 32E/32Q/16D                                 | Marija Kirilenko Flavia Pennetta            | Mervana Jugić-Salkić İpek Şenoğlu     | 6:4, 6:4         |
| 28.04.  | ECM Prague Open Prag, Tschechien Tier IV – 145.000 $ Sandplatz – 32E/32Q/16D                              | Wera Swonarjowa                             | Wiktoryja Asaranka                    | 7:62, 6:2        |
| 28.04.  | ECM Prague Open Prag, Tschechien Tier IV – 145.000 $ Sandplatz – 32E/32Q/16D                              | Andrea Hlaváčková Lucie Hradecká            | Jill Craybas Michaëlla Krajicek       | 1:6, 6:3, [10:6] |
| 28.04.  | Grand Prix SAR La Princesse Lalla Meryem Fès, Marokko Tier IV – 145.000 $ Sandplatz – 32E/24Q/16D         | Gisela Dulko                                | Anabel Medina Garrigues               | 7:62, 7:65       |
| 28.04.  | Grand Prix SAR La Princesse Lalla Meryem Fès, Marokko Tier IV – 145.000 $ Sandplatz – 32E/24Q/16D         | Sorana Cîrstea Anastassija Pawljutschenkowa | Alissa Kleibanowa Jekaterina Makarowa | 6:2, 6:2         |

### Mai
| Datum 1 | Turnier                                                                                         | Sieger(in)                                     | Finalgegner(in)                                    | Ergebnis          |
| ------- | ----------------------------------------------------------------------------------------------- | ---------------------------------------------- | -------------------------------------------------- | ----------------- |
| 05.05.  | Qatar Telecom German Open Berlin, Deutschland Tier I – 1.340.000 $ Sandplatz – 56E/32Q/28D      | Dinara Safina                                  | Jelena Dementjewa                                  | 3:6, 6:2, 6:2     |
| 05.05.  | Qatar Telecom German Open Berlin, Deutschland Tier I – 1.340.000 $ Sandplatz – 56E/32Q/28D      | Cara Black Liezel Huber                        | Nuria Llagostera Vives María José Martínez Sánchez | 3:6, 6:2, [10:2]  |
| 12.05.  | Internazionali d’Italia Rom, Italien Tier I – 1.340.000 $ Sandplatz – 56E/48Q/28D               | Jelena Janković                                | Alizé Cornet                                       | 6:2, 6:2          |
| 12.05.  | Internazionali d’Italia Rom, Italien Tier I – 1.340.000 $ Sandplatz – 56E/48Q/28D               | Chan Yung-jan Chuang Chia-jung                 | Iveta Benešová Janette Husárová                    | 7:65, 6:3         |
| 19.05.  | Internationaux de Strasbourg Straßburg, Frankreich Tier III – 200.000 $ Sandplatz – 30E/32Q/16D | Anabel Medina Garrigues                        | Katarina Srebotnik                                 | 4:6, 7:64, 6:0    |
| 19.05.  | Internationaux de Strasbourg Straßburg, Frankreich Tier III – 200.000 $ Sandplatz – 30E/32Q/16D | Tetjana Perebyjnis Yan Zi                      | Chan Yung-jan Chuang Chia-jung                     | 6:4, 6:73, [10:6] |
| 19.05.  | İstanbul Cup Istanbul, Türkei Tier III – 200.000 $ Sandplatz – 30E/26Q/16D                      | Agnieszka Radwańska                            | Jelena Dementjewa                                  | 6:3, 6:2          |
| 19.05.  | İstanbul Cup Istanbul, Türkei Tier III – 200.000 $ Sandplatz – 30E/26Q/16D                      | Jill Craybas Wolha Hawarzowa                   | Marina Eraković Polona Hercog                      | 6:1, 6:2          |
| 26.05.  | French Open Paris, Frankreich Grand Slam – $ Sandplatz                                          | Ana Ivanović                                   | Dinara Safina                                      | 6:4, 6:3          |
| 26.05.  | French Open Paris, Frankreich Grand Slam – $ Sandplatz                                          | Anabel Medina Garrigues Virginia Ruano Pascual | Casey Dellacqua Francesca Schiavone                | 2:6, 7:5, 6:4     |
| 26.05.  | French Open Paris, Frankreich Grand Slam – $ Sandplatz                                          | Wiktoryja Asaranka Bob Bryan                   | Katarina Srebotnik Nenad Zimonjić                  | 6:2, 7:6          |

### Juni
| Datum 1 | Turnier                                                                                       | Sieger(in)                                    | Finalgegner(in)                                    | Ergebnis         |
| ------- | --------------------------------------------------------------------------------------------- | --------------------------------------------- | -------------------------------------------------- | ---------------- |
| 09.06.  | DFS Classic Birmingham, Großbritannien Tier III – 200.000 $ Rasen – 56E/32Q/16D               | Kateryna Bondarenko                           | Yanina Wickmayer                                   | 7:67, 3:6, 7:64  |
| 09.06.  | DFS Classic Birmingham, Großbritannien Tier III – 200.000 $ Rasen – 56E/32Q/16D               | Cara Black Liezel Huber                       | Séverine Brémond Virginia Ruano Pascual            | 6:2, 6:1         |
| 09.06.  | Barcelona KIA Barcelona, Spanien Tier IV – 145.000 $ Sandplatz – 32E/28Q/16D                  | Marija Kirilenko                              | María José Martínez Sánchez                        | 6:0, 6:2         |
| 09.06.  | Barcelona KIA Barcelona, Spanien Tier IV – 145.000 $ Sandplatz – 32E/28Q/16D                  | Lourdes Domínguez Lino Arantxa Parra Santonja | Nuria Llagostera Vives María José Martínez Sánchez | 2:6, 6:0, [10:8] |
| 16.06.  | Ordina Open ’s-Hertogenbosch, Niederlande Tier III – 200.000 $ Rasen – 30E/16Q/15D            | Tamarine Tanasugarn                           | Dinara Safina                                      | 7:5, 6:3         |
| 16.06.  | Ordina Open ’s-Hertogenbosch, Niederlande Tier III – 200.000 $ Rasen – 30E/16Q/15D            | Marina Eraković Michaëlla Krajicek            | Līga Dekmeijere Angelique Kerber                   | 6:2, 6:2         |
| 16.06.  | International Women’s Open Eastbourne, Großbritannien Tier II – 600.000 $ Rasen – 28E/32Q/16D | Agnieszka Radwańska                           | Nadja Petrowa                                      | 6:4, 6:711, 6:4  |
| 16.06.  | International Women’s Open Eastbourne, Großbritannien Tier II – 600.000 $ Rasen – 28E/32Q/16D | Cara Black Liezel Huber                       | Květa Peschke Rennae Stubbs                        | 2:6, 6:0, [10:8] |
| 23.06.  | Wimbledon Championships London, Großbritannien Grand Slam – £ Rasen                           | Venus Williams                                | Serena Williams                                    | 7:5, 6:4         |
| 23.06.  | Wimbledon Championships London, Großbritannien Grand Slam – £ Rasen                           | Venus Williams Serena Williams                | Lisa Raymond Samantha Stosur                       | 6:2, 6:2         |
| 23.06.  | Wimbledon Championships London, Großbritannien Grand Slam – £ Rasen                           | Samantha Stosur Bob Bryan                     | Katarina Srebotnik Mike Bryan                      | 7:5, 6:4         |

### Juli
| Datum 1 | Turnier                                                                                           | Siegerin                                       | Finalgegnerin                                 | Ergebnis          |
| ------- | ------------------------------------------------------------------------------------------------- | ---------------------------------------------- | --------------------------------------------- | ----------------- |
| 07.07.  | Gaz de France Grand Prix Budapest, Ungarn Tier III – 200.000 $ Sandplatz – 32E/31Q/16D            | Alizé Cornet                                   | Andreja Klepač                                | 7:65, 6:3         |
| 07.07.  | Gaz de France Grand Prix Budapest, Ungarn Tier III – 200.000 $ Sandplatz – 32E/31Q/16D            | Alizé Cornet Janette Husárová                  | Vanessa Henke Ioana Raluca Olaru              | 6:75, 6:1, [10:6] |
| 07.07.  | Internazionali Femminili di Palermo Palermo, Italien Tier IV – 145.000 $ Sandplatz – 32E/31Q/16D  | Sara Errani                                    | Marija Korytzewa                              | 6:2, 6:3          |
| 07.07.  | Internazionali Femminili di Palermo Palermo, Italien Tier IV – 145.000 $ Sandplatz – 32E/31Q/16D  | Sara Errani Nuria Llagostera Vives             | Alla Kudrjawzewa Anastassija Pawljutschenkowa | 2:6, 7:61, [10:4] |
| 14.07.  | Bank of the West Classic Stanford, Vereinigte Staaten Tier II – 600.000 $ Hartplatz – 28E/32Q/16D | Aleksandra Wozniak                             | Marion Bartoli                                | 7:5, 6:3          |
| 14.07.  | Bank of the West Classic Stanford, Vereinigte Staaten Tier II – 600.000 $ Hartplatz – 28E/32Q/16D | Cara Black Liezel Huber                        | Jelena Wesnina Wera Swonarjowa                | 6:4, 6:3          |
| 14.07.  | Gastein Ladies Bad Gastein, Österreich Tier III – 200.000 $ Sandplatz – 32E/32Q/16D               | Pauline Parmentier                             | Lucie Hradecká                                | 6:4, 6:4          |
| 14.07.  | Gastein Ladies Bad Gastein, Österreich Tier III – 200.000 $ Sandplatz – 32E/32Q/16D               | Andrea Hlaváčková Lucie Hradecká               | Sessil Karatantschewa Natasa Zorić            | 6:3, 6:3          |
| 21.07.  | East West Bank Classic Carson, Vereinigte Staaten Tier II – 600.000 $ Hartplatz – 56E/32Q/16D     | Dinara Safina                                  | Flavia Pennetta                               | 6:4, 6:2          |
| 21.07.  | East West Bank Classic Carson, Vereinigte Staaten Tier II – 600.000 $ Hartplatz – 56E/32Q/16D     | Chan Yung-jan Chuang Chia-jung                 | Eva Hrdinová Vladimíra Uhlířová               | 2:6, 7:5, [10:4]  |
| 21.07.  | Banka Koper Slovenia Open Portorož, Slowenien Tier IV – 145.000 $ Hartplatz – 32E/32Q/16D         | Sara Errani                                    | Anabel Medina Garrigues                       | 6:3, 6:3          |
| 21.07.  | Banka Koper Slovenia Open Portorož, Slowenien Tier IV – 145.000 $ Hartplatz – 32E/32Q/16D         | Anabel Medina Garrigues Virginia Ruano Pascual | Wera Duschewina Jekaterina Makarowa           | 6:4, 6:1          |
| 28.07.  | Rogers Cup Montreal, Kanada Tier I – 1.340.000 $ Hartplatz – 56E/37Q/28D                          | Dinara Safina                                  | Dominika Cibulková                            | 6:2, 6:1          |
| 28.07.  | Rogers Cup Montreal, Kanada Tier I – 1.340.000 $ Hartplatz – 56E/37Q/28D                          | Cara Black Liezel Huber                        | Marija Kirilenko Flavia Pennetta              | 6:1, 6:1          |
| 28.07.  | Nordea Nordic Light Open Stockholm, Schweden Tier IV – 145.000 $ Hartplatz – 32E/16Q/16D          | Caroline Wozniacki                             | Wera Duschewina                               | 6:0, 6:2          |
| 28.07.  | Nordea Nordic Light Open Stockholm, Schweden Tier IV – 145.000 $ Hartplatz – 32E/16Q/16D          | Iveta Benešová Barbora Záhlavová-Strýcová      | Petra Cetkovská Lucie Šafářová                | 7:5, 6:4          |

### August
| Datum 1 | Turnier | Sieger(in)                     | Finalgegner(in)                                | Ergebnis         |
| ------- | --- | ------------------------------ | ---------------------------------------------- | ---------------- |
| 11.08.  | Olympische Sommerspiele Peking Peking, China Olympische Spiele Hartplatz                                                    | Jelena Dementjewa              | Dinara Safina                                  | 3:6, 7:5, 6:3    |
| 11.08.  | Olympische Sommerspiele Peking Peking, China Olympische Spiele Hartplatz                                                    | Venus Williams Serena Williams | Anabel Medina Garrigues Virginia Ruano Pascual | 6:2, 6:0         |
| 11.08.  | Western & Southern Financial Group Women’s Open Cincinnati, Vereinigte Staaten Tier III – 200.000 $ Hartplatz – 32E/16Q/16D | Nadja Petrowa                  | Nathalie Dechy                                 | 6:2, 6:1         |
| 11.08.  | Western & Southern Financial Group Women’s Open Cincinnati, Vereinigte Staaten Tier III – 200.000 $ Hartplatz – 32E/16Q/16D | Marija Kirilenko Nadja Petrowa | Hsieh Su-wei Jaroslawa Schwedowa               | 6:3, 4:6, [10:8] |
| 18.08.  | Pilot Pen Tennis New Haven, Vereinigte Staaten Tier II – 600.000 $ Hartplatz – 28E/32Q/16D                                  | Caroline Wozniacki             | Anna Tschakwetadse                             | 3:6, 6:4, 6:1    |
| 18.08.  | Pilot Pen Tennis New Haven, Vereinigte Staaten Tier II – 600.000 $ Hartplatz – 28E/32Q/16D                                  | Květa Peschke Lisa Raymond     | Sorana Cîrstea Monica Niculescu                | 4:6, 7:5, [10:7] |
| 18.08.  | Forest Hills Tennis Classic Forest Hills, Vereinigte Staaten Tier IV – 74.800 $ Hartplatz – 16E                             | Lucie Šafářová                 | Peng Shuai                                     | 6:4, 6:2         |
| 25.08.  | US Open 2008 New York, Vereinigte Staaten Grand Slam – $ Hartplatz                                                          | Serena Williams                | Jelena Janković                                | 6:4, 7:5         |
| 25.08.  | US Open 2008 New York, Vereinigte Staaten Grand Slam – $ Hartplatz                                                          | Cara Black Liezel Huber        | Lisa Raymond Samantha Stosur                   | 6:3, 7:66        |
| 25.08.  | US Open 2008 New York, Vereinigte Staaten Grand Slam – $ Hartplatz                                                          | Cara Black Leander Paes        | Liezel Huber Jamie Murray                      | 7:66, 6:4        |

### September
| Datum 1 | Turnier                                                                                              | Siegerin                                   | Finalgegnerin                    | Ergebnis           |
| ------- | --- | ------------------------------------------ | -------------------------------- | ------------------ |
| 08.09.  | Commonwealth Bank Tennis Classic Bali, Indonesien Tier III – 225.000 $ Hartplatz – 30E/8Q/16D        | Patty Schnyder                             | Tamira Paszek                    | 6:3, 6:0           |
| 08.09.  | Commonwealth Bank Tennis Classic Bali, Indonesien Tier III – 225.000 $ Hartplatz – 30E/8Q/16D        | Hsieh Su-wei Peng Shuai                    | Marta Domachowska Nadja Petrowa  | 6:74, 7:63, [10:7] |
| 08.09.  | Fed Cup Finale Madrid, Spanien Sandplatz                                                             | Russland                                   | Spanien                          | 4:0                |
| 15.09.  | Toray Pan Pacific Open Tokio, Japan Tier I – 1.340.000 $ Hartplatz – 28E/32Q/16D                     | Dinara Safina                              | Swetlana Kusnezowa               | 6:1, 6:3           |
| 15.09.  | Toray Pan Pacific Open Tokio, Japan Tier I – 1.340.000 $ Hartplatz – 28E/32Q/16D                     | Vania King Nadja Petrowa                   | Lisa Raymond Samantha Stosur     | 6:1, 6:4           |
| 15.09.  | Guangzhou International Women’s Open Guangzhou, China Tier III – 200.000 $ Hartplatz – 32E/21Q/16D   | Wera Swonarjowa                            | Peng Shuai                       | 6:74, 6:0, 6:2     |
| 15.09.  | Guangzhou International Women’s Open Guangzhou, China Tier III – 200.000 $ Hartplatz – 32E/21Q/16D   | Marija Korytzewa Tazzjana Putschak         | Sun Tiantian Yan Zi              | 6:3, 4:6, [10:8]   |
| 22.09.  | Hansol Korea Open Seoul, Südkorea Tier IV – 145.000 $ Hartplatz – 32E/32Q/16D                        | Marija Kirilenko                           | Samantha Stosur                  | 2:6, 6:1, 6:4      |
| 22.09.  | Hansol Korea Open Seoul, Südkorea Tier IV – 145.000 $ Hartplatz – 32E/32Q/16D                        | Chuang Chia-jung Hsieh Su-wei              | Wera Dusschwina Marija Kirilenko | 6:3, 6:0           |
| 22.09.  | China Open Peking, China Tier II – 600.000 $ Hartplatz – 28E/32Q/16D                                 | Jelena Janković                            | Swetlana Kusnezowa               | 6:3, 6:2           |
| 22.09.  | China Open Peking, China Tier II – 600.000 $ Hartplatz – 28E/32Q/16D                                 | Anabel Medina Garrigues Caroline Wozniacki | Han Xinyun Xu Yin-Fan            | 6:1, 6:3           |
| 29.09.  | AIG Japan Open Tennis Championships Tokio, Japan Tier III – 200.000 $ Hartplatz – 32E/32Q/16D        | Caroline Wozniacki                         | Kaia Kanepi                      | 6:2, 3:6, 6:1      |
| 29.09.  | AIG Japan Open Tennis Championships Tokio, Japan Tier III – 200.000 $ Hartplatz – 32E/32Q/16D        | Jill Craybas Marina Eraković               | Ayumi Morita Aiko Nakamura       | 4:6, 7:5, [10:6]   |
| 29.09.  | Porsche Tennis Grand Prix (Halle) Stuttgart, Deutschland Tier II – 650.000 $ Hartplatz – 28E/32Q/16D | Jelena Janković                            | Nadja Petrowa                    | 6:2, 3:6, 6:1      |
| 29.09.  | Porsche Tennis Grand Prix (Halle) Stuttgart, Deutschland Tier II – 650.000 $ Hartplatz – 28E/32Q/16D | Anna-Lena Grönefeld Patty Schnyder         | Květa Peschke Rennae Stubbs      | 6:2, 6:4           |
| 29.09.  | Tashkent Open Taschkent, Usbekistan Tier IV – 145.000 $ Hartplatz – 32E/16Q/16D                      | Sorana Cîrstea                             | Sabine Lisicki                   | 2:6, 6:4, 7:64     |
| 29.09.  | Tashkent Open Taschkent, Usbekistan Tier IV – 145.000 $ Hartplatz – 32E/16Q/16D                      | Ioana Raluca Olaru Olha Sawtschuk          | Nina Brattschikowa Kathrin Wörle | 5:7, 7:5, [10:7]   |

### Oktober
| Datum 1 | Turnier                                                                                                   | Siegerin                         | Finalgegnerin                      | Ergebnis         |
| ------- | --- | -------------------------------- | ---------------------------------- | ---------------- |
| 06.10.  | Kremlin Cup (Halle) Moskau, Russland Tier I – 1.340.000 $ Hartplatz – 28E/32Q/16D                         | Jelena Janković                  | Wera Swonarjowa                    | 6:2, 6:4         |
| 06.10.  | Kremlin Cup (Halle) Moskau, Russland Tier I – 1.340.000 $ Hartplatz – 28E/32Q/16D                         | Nadja Petrowa Katarina Srebotnik | Cara Black Liezel Huber            | 6:4, 6:4         |
| 13.10.  | Zürich Open (Halle) Zürich, Schweiz Tier II – 600.000 $ Hartplatz – 28E/32Q/16D                           | Venus Williams                   | Flavia Pennetta                    | 7:61, 6:2        |
| 13.10.  | Zürich Open (Halle) Zürich, Schweiz Tier II – 600.000 $ Hartplatz – 28E/32Q/16D                           | Cara Black Liezel Huber          | Anna-Lena Grönefeld Patty Schnyder | 6:1, 7:63        |
| 20.10.  | Generali Ladies Linz (Halle) Linz, Österreich Tier II – 600.000 $ Hartplatz – 28E/32Q/16D                 | Ana Ivanović                     | Wera Swonarjowa                    | 6:2, 6:1         |
| 20.10.  | Generali Ladies Linz (Halle) Linz, Österreich Tier II – 600.000 $ Hartplatz – 28E/32Q/16D                 | Katarina Srebotnik Ai Sugiyama   | Cara Black Liezel Huber            | 6:4, 7:5         |
| 20.10.  | FORTIS Championships Luxembourg (Halle) Luxemburg, Luxemburg Tier III – 225.000 $ Hartplatz – 32E/32Q/16D | Jelena Dementjewa                | Caroline Wozniacki                 | 2:6, 6:4, 7:64   |
| 20.10.  | FORTIS Championships Luxembourg (Halle) Luxemburg, Luxemburg Tier III – 225.000 $ Hartplatz – 32E/32Q/16D | Sorana Cîrstea Marina Eraković   | Wera Duschewina Marija Korytzewa   | 2:6, 6:3, [10:8] |
| 27.10.  | Challenge Bell (Halle) Québec, Kanada Tier III – 200.000 $ Hartplatz – 32E/32Q/16D                        | Nadja Petrowa                    | Bethanie Mattek                    | 4:6, 6:4, 6:1    |
| 27.10.  | Challenge Bell (Halle) Québec, Kanada Tier III – 200.000 $ Hartplatz – 32E/32Q/16D                        | Anna-Lena Grönefeld Vania King   | Jill Craybas Tamarine Tanasugarn   | 7:63, 6:4        |

### November
| Datum 1 | Turnier                                                                                    | Siegerin                | Finalgegnerin               | Ergebnis       |
| ------- | ------------------------------------------------------------------------------------------ | ----------------------- | --------------------------- | -------------- |
| 03.11.  | Sony Ericsson Championships Doha, Katar Tour Championships – 4.450.000 $ Hartplatz – 8E/4D | Venus Williams          | Wera Swonarjowa             | 6:75, 6:0, 6:2 |
| 03.11.  | Sony Ericsson Championships Doha, Katar Tour Championships – 4.450.000 $ Hartplatz – 8E/4D | Cara Black Liezel Huber | Květa Peschke Rennae Stubbs | 6:1, 7:5       |

## Weltrangliste
Die Top Ten zum Jahresende:
| Rang | Vorjahr | Name                | Nation   | Punkte |
| ---- | ------- | ------------------- | -------- | ------ |
| 1    | (3)     | Jelena Janković     | Serbien  | 4710   |
| 2    | (7)     | Serena Williams     | USA      | 3866   |
| 3    | (15)    | Dinara Safina       | Russland | 3871   |
| 4    | (11)    | Jelena Dementjewa   | Russland | 3663   |
| 5    | (4)     | Ana Ivanović        | Serbien  | 3457   |
| 6    | (8)     | Venus Williams      | USA      | 3272   |
| 7    | (23)    | Wera Swonarjowa     | Russland | 2952   |
| 8    | (2)     | Swetlana Kusnezowa  | Russland | 2726   |
| 9    | (5)     | Marija Scharapowa   | Russland | 2515   |
| 10   | (26)    | Agnieszka Radwańska | Polen    | 2286   |

## Preisgeld
| Rang | Name                | Einzel    | Doppel  | Mixed | Gesamt    |
| ---- | ------------------- | --------- | ------- | ----- | --------- |
| 1    | Serena Williams     | 3.594.119 | 258.054 | -     | 3.852.173 |
| 2    | Venus Williams      | 3.485.326 | 262.239 | -     | 3.766.315 |
| 3    | Jelena Janković     | 3.051.407 | 13.058  | -     | 3.564.465 |
| 4    | Ana Ivanović        | 2.833.815 | 4.575   | -     | 3.119.640 |
| 5    | Dinara Safina       | 2.406.259 | 108.761 | -     | 2.541.270 |
| 6    | Jelena Dementjewa   | 1.951.304 | -       | -     | 1.951.304 |
| 7    | Marija Scharapowa   | 1.937.879 | -       | -     | 1.937.879 |
| 8    | Wera Swonarjowa     | 1.713.580 | 59.595  | -     | 1.777.675 |
| 9    | Swetlana Kusnezowa  | 1.425.877 | 26.492  | -     | 1.771.119 |
| 10   | Agnieszka Radwańska | 1.103.454 | 60.618  | -     | 1.170.072 |